# Ivar Axelsson (Tott)

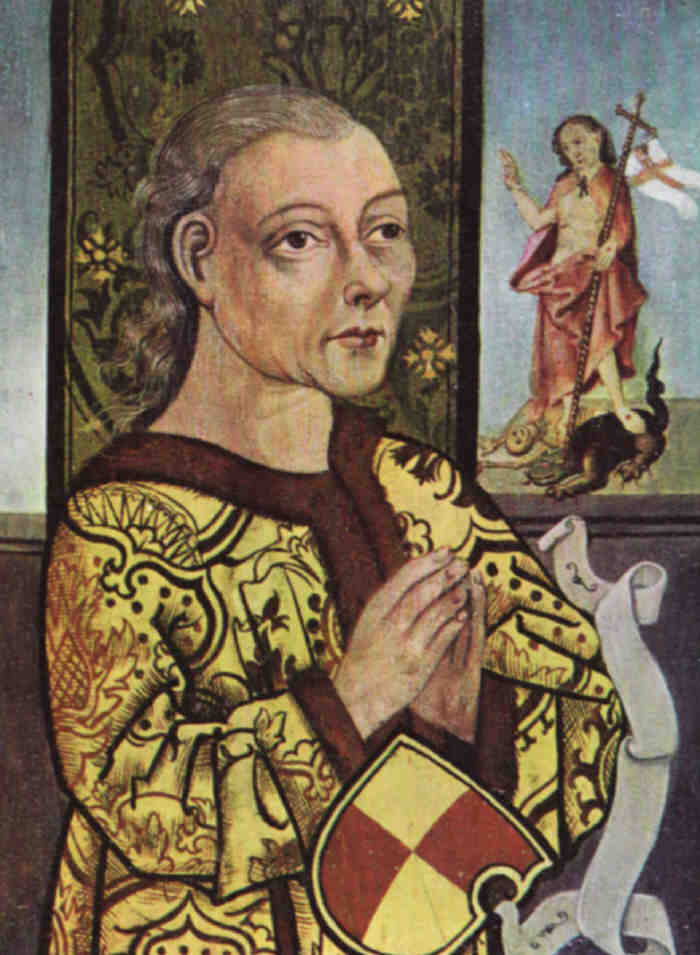
Porträtt av Ivar Axelsson Tott, okänd konstnär under slutet av 1400-talet. Målningen som kommer till från Gavnø som egentligen utgör dörrarna till ett altarskåp har en pendang i form av en målning av Magdalena Karlsdotter.

Ivar Axelsson (Tott) till Lillö (danska: Iver Axelsen Thott), född omkring 1420, död 1 oktober 1487, var ett svenskt och danskt riksråd, tillhörande ätten som senare kallas Tott, son till Axel Pedersen (Tott) och hans andra hustru Ingeborg Ivarsdotter (av Ivar Nilssons ätt).

## Tidig karriär
Ivar Axelsson nämns första gången under Kristofer av Bayern, kom 1457 med Kristian I till Sverige, men synes under de följande åren ha uppehållit sig mest vid danska hovet. Sedan hans bröder Olof och Filip 1464 avlidit, begav han sig till Gotland, som sannolikt lämnades honom som pantlän sommaren 1466, då han sändes till Sverige för att underhandla med ärkebiskop Jöns Bengtsson och hans parti om Kristian I:s återuppsättande på tronen. Någon fiendskap mellan honom och nämnde konung rådde således icke denna tid. I Sverige kastade han sig genast in i partipolitiken och drogs genom sitt gifte (september 1466) med Magdalena Karlsdotter, en dotter till Karl Knutsson (Bonde), över till dennes anhängare. Troligen har han från denna tid varit svensk rådsherre, fast han ej uttryckligen namnges som sådan förrän efter Karl Knutssons död. Brodern Eriks val till svensk riksföreståndare 14 oktober 1466 förde honom definitivt över till det svenska nationella partiet, även om han undvek att öppet uppträda som motståndare till unionen.

## Brytning med kung Kristian
I maj 1467 kom det till konflikt med kung Kristian. Filip Axelsson och hans arvingar hade 1456 erhållit Tranekærs län med Langeland som pantlän, och 1462 hade kungen i samband med att pantsumman höjts förlängt förläningen på sex år. 1467 drog dock kungen in länet utan att återbetala pantsumman. Ivar Axelsson sade då upp kung Kristian sin tro och lydnad, och inledde samtidigt ett kaparkrig med danska skepp från Gotland. 14 september samma år bröt även brodern Erik med Kristian, och 21 september var han med om beslutet att återkalla Karl Knutsson som kung över Sverige. 
1468 lovade Ivar vid ett möte i Örebro att vara "mine hustrus fadher" huld och trogen och valti vara kungen och riket till gagn och bestånd, och utsågs samtidigt till Karl Knutssons närmaste man och i situationen av hans död till rikets hövitsman till en ny kung eller riksföreståndare kunde väljas. Ivar hade genom sitt tydliga stöd för Karl Knutsson göra Kristian förhandlingsvillig, men detta skedde inte. Vid förhandlingar i Halmstad mellan Karl Knutsson och Kristian augusti 1468 krävde Kristian att Ivar Axelsson skulle överlämna Visborg och frivilligt med elva andra framstående herrar (däribland brodern Erik) gå i dansk fångenskap, tills förhandlingarna mellan Danmark och Sverige var lösta. Nu var det här även för Karl Knutsson helt oacceptabla villkor. En stormannanämnd förklarade i november 1468 bröderna Erik, Ivar och Laurens förlustig alla sina danska gods.
Ivar Axelsson försökte dock genom Lübeck att föra förhandlingar med Kristian för att kunna återfå sina gods i Danmark. Av bevarade brev framgår att Karl Knutsson var väl medveten om Ivar Axelssons dubbelspel. Han var samtidigt beroende av Axelsönernas stöd, och hoppades därtill kunna återvinna Gotland till svenska kronan.
Med den danske konungen bröt han fullständigt, då han i maj 1467 förklarade honom krig. Strax därefter kom han med en flotta över från Gotland till Sverige och lämnade sin broder Erik kraftig hjälp mot danskarna och deras vänner. I utbyte gjorde hans bror honom till fogde på Stegeborgs slott.
I oktober 1469 utbröt ett uppror mot Karl Knutsson i Vadstena. Unionsvänliga grupper försökte avsätta kungen, samtidigt som Värendsborna sällade sig till upproret med hänvisning till att Karl Knutsson gynnade danska adelsmän. Formuleringen syftade uppenbart i första hand på Axelsönerna. Samtidigt inföll Kristian I med en armé i Sverige. Upproret slogs snabbt ned av adelsmän lojala med Karl Knutsson, och den danska armén besegrades av Sten Sture den äldre i slaget vid Öresten.
Ivar Axelsson förhöll sig passiv i striderna, för att inte bidra till propagandan om kungens förkärlek för danska adelsmän. Det passade honom utmärkt, då han ännu hoppades få till stånd en förlikning med Kristian. Han deltog i förhandlingarna 21 mars 1470 i Söderköping då upprorsmännen överlämnade slottet till Karl Knutsson, men förde inte befälet över belägringstrupperna.
Under våren 1470 befann han sig i Stockholm hos Karl Knutsson, som vid denna tid blev övertygad om att Ivar Axelssons intresse för släktegendomarna i Danmark var för stort för att han skulle vara pålitlig. Vid sin död 15 maj 1470 hade han i stället förordnat Sten Sture den äldre som sin efterträdare som riksföreståndare.

## Efter Karl Knutssons död
Omedelbart efter Karl Knutssons död krävde nu Kristian att bli erkänd som kung i Sverige, då han 1457 både valts och krönts. I både Sten Stures och Ivar Axelssons intresse låg nu att förhala detta, Ivar tills hans godsinnehav i Danmark blivit säkrat, och Sten Sture tills en tillräckligt stor makt och självstyrelse tillförsäkrats honom som riksföreståndare. Därtill var de besläktade Sten Sture var gift med Ivars brorsdotter, och Sten Stures mor var halvsyster till Karl Knutsson, Ivars svärfar.
Kristian syns ha haft planer att anfalla Gotland 1470, men beslutade sig i stället för att först inrikta sig på svenska tronen. Vid ett möte på Kungsäters prästgård i april 1471 förhandlade danska och svenska stormän om unionens återställande. Från Sverige sida krävde att Axelssönernas egendomskrav i Danmark först skulle lösas, vilket de danska förhandlarna inte hade befogenhet att gå med på. Kristian beslöt då att gå till anfall mot Sverige. Kristians armé besegrades i Slaget vid Brunkeberg, vilket gjorde honom mer kompromissvillig.
Vid ett nytt möte i Kalmar stod Sverige fast vid att Axelssönernas krav skulle lösas, och menade att frågan om rätten till den svenska kronan skulle avgöras genom en rättegång. Kristian visade sig nu villig att kompromissa ifråga om Axelssönernas gods. Under 1470-talet återlämnade han stora delar av släktens ärvda gods. Eftergifterna oroade Sten Sture, som befarade att förlora Axelssönernas stöd. Den 25 maj 1472 erhöll Ivar Axelsson genom beslut av riksrådet i Söderköping Stegeborgs slott och län som förläning på livstid.
1474 kom Arbogasynoden med ett beslut om sankrosankförklaring av lagligt vald riksföreståndare, vilket samtidigt stärkte Sten Stures position som riksföreståndare. Nya förhandlingar i Kalmar 1474 ledde enbart beslut om ett nytt möte 1476. Inför detta möte träffades Kristian I och Ivar Axelsson i Åhus i januari 1476, där Ivar försäkrade Krstian om att han alltid betraktat sig som danska kronans länsinnehavare på Gotland och avsåg att hålla sin slottsloven till danske kungen. Han återfick nu alla sina gods, så är som på Sölvesborgs slottslän, som kungen avsåg att använda som påtryckningsmedel. Vid förhandlingarna i Kalmar 1476 lades från svensk sida nu fram ett förlag till unionsakt som starkt inskränkte kungens inflytande. Man förde samtidigt upp frågan om Gotlands nationstillhörighet. Kristian gjorde vissa ändringar i förslaget, strök bland annat svenska riksrådets rätt till uppror och en garanti i fråga om Gotlands nationstillhörighet. Frågan om godkännande av unionen skulle tas upp på ett kommande svenskt riksmöte
Ett riksmöte i Strängnäs 1477 vägrade erkänna Kristian I som kung, något som blev ett bakslag för Ivar. Han befarade nu ett danskt angrepp på Gotland, och begärde att Sten Sture skulle hålla sina städer i Östergötland beredda att skicka manskap och förnödenheter till Visby om så behövdes.
1481 avled brodern Erik Axelsson på Viborgs slott. Brodern Laurens som närvarade vid dödsbädden förklarade att Erik ställt slottsloven på sina båda bröder Laurens och Ivar, för egna utlägg han hade haft vid byggandet av Olofsborg. Laurens önskade nu ett möte med riksrådet för att bekräfta deras slottsloven. Då brevet ankom till Sverige var riksrådet samlat i Enköping, och Ivar Axelsson var ibland dem. Sten Sture kom senare att hävda att Ivar där lovat överlämna sina län, något han själv kom att förneka. Ivar Axelsson reste kort därefter till Finland, dit riksföreståndaren senare följde efter honom. Sten Sture krävde att länen skulle betraktas som län på räkenskap, något Ivar och Laurens vägrade gå med på. Detta ledde till en fullständig brytning mellan Sten Sture och Ivar Axelsson, och i ett brev 6 augusti 1481 kom han med ett skarpt utfall mot riksföreståndaren där han varnar för hans inflytande.

## Efter kung Kristians död
Under tiden hade kung Kristian avlidit 21 maj 1481 i Danmark. Ivar Axelsson hoppades nu kunna återfå sin stormannaställning i Danmark genom unionens återupprättande. I det nya läget fann Sten Sture behovet av försoning med Ivar. På Stegeborgs slott lovade Sten Sture att ge Ivar sitt fulla stöd i att återfå godsen i Danmark, då främst Sölvesborgs slottslän. 
Förhandlingar, där Ivar Axelssons svärson Arvid Trolle var svensk representant gick inte enligt Ivars planer, då där stadgades att han skulle återlämna Gotland till Danmark men återfå Sölvesborgs slottslän först sedan kung Hans blivit vald till svensk kung. Återupprättandet av unionen blev nu av yttersta vikt för Ivar.
Ett möte mellan svenska och danska rådherrar i Halmstad 1482 betraktade unionens återupprättande som ett faktum, och kungavalet beslutades hållas vid ett nytt möte i Halmstad 13 januari 1483. Sten Sture uteblev från mötet, hänvisande till en svår ögonsjukdom, och de svenska rådsherrarna hade inte fullmakt att förrätta kungaval, och ett nytt möte avtalades till 15 augusti 1483. Sten Sture försökte vinna tid.
I juni 1483 möttes Ivar Axelsson och Sten Sture i Nygårds söder om Visby vilket resulterade i en förlikning, enligt vilken den förre skulle för sin livstid behålla Raseborgs slott och dess län, men överlämna slottsloven på Viborg, Olovsborg och Tavastehus till Sten Sture, med bestämmelsen att inkomsterna från länen fram till tio år efter Ivar Axelssons död skulle tillfalla Laurens Axelssons barn. I gengäld skulle han erhålla Borgholms slott med Öland under sin livstid. Sten Sture försökte vid mötet ge sken av att han skulle ställa sig bakom ett återupprättande av unionen.
Vid de nya unionsförhandlingarna i Kalmar i augusti 1483, Kalmar recess ledde till omfattande krav på danske kungen, bland annat skulle frågan om Gotlands nationstillhörighet lösas. Kung Hans skulle infinna sig i Kalmar på ett möte 1484 för att fullkomna det begärda. I oktober 1483 avfordrades Ivar Axelsson en ny slottsloven för Visborgs slott, med skyldighet att hålla slottet för danske kungens räkning, och om han dog danska riksrådets. Det blev stod nu klart för Ivar att Sten Sture fortfarande aktivt motarbetade unionens återupprättande, och att om unionen skulle återupprättas och han återfå sina danska förläningar måste Sten Sture bort från posten som riksföreståndare.
I november 1483 gjorde Ivar Axelsson ett försök att avsätta Sten Sture och ersätta honom med sin svärson Arvid Trolle, något som dock misslyckades, och tvingade Ivar till en ny förlikning med Sten Sture. Vid 1484 års Kalmarmöte infann sig inte kung Hans, och man fick därmed nöja sig med en förklaring om att den eviga unionen och freden skulle bestå.
1485 avkrävde man på nytt slottsloven från Ivar Axelsson, utan resultat, något som Ivar motiverade med att han ännu inte erhållit Sölvesborgs slottslän. På ett rådsmöte 1486 beslutade man sig för att tvinga honom. I Sverige hade man även där nu tröttnat på Ivars tvehågsenhet. Ivar Axelsson hade vägrat infinna sig vid rådets kallelse, till ett möte i Tälje september 1486. I oktober 1486 inbjöd han i stället rådet till förhandlingar på Stegeborg, där han då befann sig. Man avkrävde Ivar Axelsson slottsloven, något han vägrade, likaså framfördes klagomål mot att han skulle ha överfallit några holländska handelsskepp i Östersjön. På ett möte bland riksråden på Biskops-Arnö beslutade sig riksråden från att med vapenmakt frånta Ivar hans svenska förläningar.
Herr Sten bemäktigade sig Stegeborg och Raseborg, och drog söderut med en truppstyrka, samtidigt som han inbjöd Ivar Axelsson till förhandlingar, först i Linköping och sedan i Skäggenäs. Riksföreståndaren drog därefter över till Öland, där det kom till direkta stridigheter. Ivar Axelsson vände sig till kung Hans i förhållning att få dansk hjälp. 15 juni 1487 överlämnade han Visborgs slott och län till danske kungen, utan att bil återinsatt och utan annan kompensation än att återfå sina beslagtagna gods i Danmark, liksom det pantsatta Gärs härad, men däremot inte Sölvesborgs slottslän. 
Det stöd han hoppats på kom dock inte. I ett möte vid Ölands norra udde sammanträffade Sten Sture och kung Hans, där de överenskom att Ivar skulle lämna även Borgsholms slott, men rätt för honom och hans maka att först bortföra all personlig egendom. Ivar Axelsson drog sig därefter tillbaka till sitt gods Lillö i Skåne, där han levde återstoden av sitt liv i stillhet.

## Familj
Ivar Axelsson gifte sig tre gånger: hans första fru var Margrethe Poulsdatter Laxmand, till Knabstrup, vars enda överlevande barn var Beate Ivarsdotter (Tott), som den 21 september 1466 i Nyköping gifte sig med Arvid Birgarsson (Trolle), till Bergqvara. Hans andra fru Maren Torbensdatter (Bille), som kan ha dött vid förlossning. När hans dotter Beate gifte sig 1466 i Nyköping gifte Ivar sig med sin tredje fru, Magdalena Karlsdotter (Bonde), död 1495. De hade en dotter, Margrethe Iversdatter (Tott), som dog liten 1473.